# دانشگاه اتاگو
دانشگاه اتاگو دانشگاهی است در شهر دنیدن.
بر اساس آخرین رده‌بندی علمی دانشگاه‌های معتبر دنیا این دانشگاه در رتبه ۱۲۳ قرار دارد.